# 선종한
선종한(宣宗漢, 1762년~1843년)는 조선 후기의 인물이다. 본관은 보성, 자는 무현(武賢)이며 호는 오림정(五林亭)이다. 보성선씨 시조 선윤지(宣允祉)의 16세손이다.

## 생애
선종한은 ‘보성선씨오세충의록(寶城宣氏五世忠義錄)’이라는 책을 편찬하였다.이 책은 조선말엽 헌종 8년(1838년)에 최초로 발간되었으며, 산재되어 있던 보성선씨 오충(五忠)의 행적을 종합하여 집대성한 문집으로 당시 유명한 학자들이 근식한 것이며 여기에 교지, 관문, 일기문, 상소문, 제문 등을 합록하여 조상의 충효절의를 기리고자 발간한 문집형 책이다.
또한, 선종한은 전라도 보성에서 9년 동안 구황식물인 고구마 재배를 연구하여 중부지방에 고구마 재배가 가능토록 한 실질적인 인물이다. 선종한은 김장순(金長淳)과 함께 서울에서 고구마 시험재배를 하여 성공하였으며, 선종한의 연구결과와 김장순의 재배경험을 토대로 1813년 김장순과 ‘감저신보
(甘藷新譜) ’라는 책을 펴냈다. 그 이후 고구마는 중부지방에서도 재배되기 시작하였고 서경창이 저술한 ‘종저방’, 농학자 서유구의 ‘종저보’ 등 고구마 재배이론이 정립되면서, 1900년대 초 고구마는 전국적인 작물이 되었다.